# Лабар, Джефф
Джефф Лабар (Jeff LaBar; 18 марта 1963 — 14 июля 2021) — американский хард-рок (глэм-метал) гитарист.
Участник группы Cinderella с 1985 года после увольнения Майкла Шермика (р. 1958), который играл в группе со дня её основания и участвовал в записи их первого альбома в 1985 году.
В годы распада Cinderella в середине 1990-х Лабар зарабатывал себе на жизнь, управляя магазином пиццы со своим братом и выполняя различные строительные работы.
Стиль Лабара отличался выраженной блюзовой направленностью, Cinderella была одна из ведущих глэм-метал групп эпохи 1983—1990 гг.

## Карьера
Cinderella
Джефф Лабар принимал участие в записи следующих альбомов Cinderella:
- «Night Songs» (1985)
- «Long Cold Winter» (1988)
- «Heartbreak Station» (1990)
- «Still Climbing» (1994)

Впоследствии имел сольные проекты.
Последний альбом Cinderella выпустила в 1994 году.
Джефф Лабар также принимал участие в сайд-проекте с другим участником Cinderella Эриком Бриттингэмом — Naked Beggars. В апреле 2007 года Лабар и его жена расстались с Naked Beggars. Позже они вели интернет-радио-шоу «Late Night with the LaBar's» на Realityradio.biz.
В 2012 году Лабар и Cinderella завершили юбилейный тур, посвящённый тридцатилетию группы, с другими ветеранами жанра Poison, которые также отмечали тридцатилетие своей группы.
Сольная карьера
Дебютная сольная пластинка Лабара «One For The Road» была выпущена в августе 2014 года. Джефф гастролировал в поддержку сольного альбома со своим сыном Себастьяном и Жасмин Кейн.

## Личная жизнь
Джефф Лабар родился в Дарби, штат Пенсильвания, и вырос в Аппер-Дарби, недалеко от Филадельфии. У него были японские корни по материнской линии. Его брат Джек Лабар в юности вдохновил его взять в руки гитару.
В интервью от 2016 года Лабар признался, что в течение многих лет он испытывает проблемы со злоупотреблением алкоголем, и назвал злоупотребление наркотиками причиной бездействия Cinderella.
У Лабара был сын по имени Себастьян от предыдущего брака. Себастьян - ведущий гитарист группы Mach22 и Tantric. Джефф Лабар был женат на Гейл Лабар-Бернхардт.
Джефф Лабар умер 14 июля 2021 года в возрасте 58 лет в Нэшвилле, штат Теннесси. О причинах смерти пока не сообщается.